# Ajellomycetaceae
Ajellomycetaceae J.A. Scott & Sigler – rodzina grzybów workowych z klasy (Eurotiomycetes).

## Systematyka
Pozycja w klasyfikacji według Index Fungorum: Ajellomycetaceae, Onygenales, Eurotiomycetidae, Eurotiomycetes, Pezizomycotina, Ascomycota, Fungi.
Takson utworzyli James Alexander Scott i Rolf Singer w 2004 r. Według aktualizowanej klasyfikacji Index Fungorum bazującej na Dictionary of the Fungi do rodziny  Ajellomycetaceae należą rodzaje:
- Emergomyces Dukik, Sigler & de Hoog 2017
- Emmonsiellopsis Y. Marín, Stchigel, Guarro & Cano 2015
- Helicocarpus Y. Marín, Guarro, Cano & Stchigel 2015
- Histoplasma Darling 1906
- Paracoccidioides F.P. Almeida 1930[2].